# Чаншайска операция (1941)
Чаншайската операция от 6 септември до 8 октомври 1941 година е военна операция в района на град Чанша в Китай по време на Втората китайско-японска война.
Това е вторият от четири опита на Япония по време на войната да превземе столицата на провинция Хунан и стратегически важен пункт за евентуално настъпление към Съчуан. Към края на септември японците успяват да навлязат в Чанша, но след ожесточени улични боеве и пожар, унищожил почти целия град, са отблъснати. Китайците преминават в контранастъпление, нанасяйки тежки загуби на отстъпващия противник.